# سوفي سيمونز
سوفي سيمونز (بالإنجليزية: Sophie Simmons)‏ هي ممثلة أمريكية، ولدت في 7 يوليو 1992 في لوس أنجلوس في الولايات المتحدة.

## وصلات خارجية
- الموقع الرسمي
- سوفي سيمونز على موقع IMDb (الإنجليزية)
- سوفي سيمونز على موقع ميوزك برينز (الإنجليزية)
- سوفي سيمونز على موقع إن إن دي بي (الإنجليزية)
- سوفي سيمونز على موقع ديسكوغز (الإنجليزية)
- سوفي سيمونز على موقع قاعدة بيانات الفيلم (الإنجليزية)